# Decyloctylphthalat
Decyloctylphthalat ist eine chemische Verbindung aus der Gruppe der Phthalsäureester.

## Eigenschaften
Decyloctylphthalat ist eine klare Flüssigkeit, die schwer löslich in Wasser ist.

## Verwendung
Decyloctylphthalat wird als Weichmacher für PVC verwendet.